# HD 2942
HD 2942 — звезда, жёлтый гигант, находящийся в созвездии Андромеда на расстоянии приблизительно 555,74 св. лет от Земли. Является двойной или кратной звездой. По состоянию на 2007 год, радиус звезды оценивается в 10,23 солнечного радиуса. Исходя из отрицательной радиальной скорости, звезда приближается к Солнцу. Планет у HD 2942 обнаружено не было. Звезда видима невооружённым глазом на ночном небе.